# Вжонца-Велика (Нижньосілезьке воєводство)
Вжонца-Велика (пол. Wrząca Wielka) — село в Польщі, у гміні Вонсош Ґуровського повіту Нижньосілезького воєводства.
Населення — 60 осіб (2011).
У 1975-1998 роках село належало до Лешненського воєводства.

## Демографія
Демографічна структура станом на 31 березня 2011 року:
|          | Загалом | Допрацездатний вік | Працездатний вік | Постпрацездатний вік |
| -------- | ------- | ------------------ | ---------------- | -------------------- |
| Чоловіки | 28      | 5                  | 20               | 3                    |
| Жінки    | 32      | 7                  | 14               | 11                   |
| Разом    | 60      | 12                 | 34               | 14                   |